# Irma Lehtosalo
Irma Anneli Lehtosalo, född 15 april 1955 i Lahtis i Finland, är en sverigefinsk TV-personlighet. Hon är mor till artisten Marko Lehtosalo, känd som Markoolio. Tillsammans med honom har hon medverkat i TV-program som Marko & Irma och Smartare än en femteklassare.

## Bakgrund
Irma Lehtosalo föddes 1955 i den finska staden Lahtis. När hon var cirka 19 år gammal blev hon oplanerat gravid tillsammans med sonen Markos far, och flyttade sedan ett halvår efter sonens födsel till Sverige och till Stockholmsförorten Orminge i Nacka kommun. Efter att sonen Markos far hade lämnat familjen, kort efter deras flytt till Sverige, fick Irma Lehtosalo ytterligare två barn under knappa och instabila förhållanden. Hon hade också stora alkoholproblem och sammanlevde med en alkoholiserad man i Kramfors i Ångermanland. Hon blev slutligen nykter 2010, samma år som hon flyttade från Kramfors till sitt nuvarande hem på Ingarö i Uppland.
Lehtosalo har också, utöver sin medverkan i TV, också släppt två låtar på Spotify, med titlarna "Bävling" och "Irmas jul".

## TV-medverkan
- 2022 – Carina Bergfeldt (TV-program)
- 2022 – Hellenius hörna (TV-serie)
- 2023–2025 – Marko & Irma (TV-serie)
- 2023 – Efter Nio (TV-serie) (i Finland)
- 2023 – Smartare än en femteklassare (TV-serie)
- 2024 – Renées brygga (TV-serie)